# Јозеф Крихубер
Јозеф Крихубер (Беч, 14. децембар 1800 — Беч, 30. мај 1876) био је аустријски литограф и сликар, познат по високом квалитету својих литографских портрета. Направио је више од 3000 литографија, са портретима многих познатих људи.

## Живот
Јозефа је сликарству прво обучавао његов брат Јохан Крихубер. Потом је Јозеф студирао на бечкој академији код Хуберта Маурера, а затим се преселио у Галицију, где се посветио сликању коња. Радио је као литограф за неколико бечких издавачких кућа. Са скоро 3.000 радова, Јозеф Крихубер је био најзначајнији литограф портрета бечког бидермајера. Крихубер је такође познат по својим студијама о парку Пратер. Предавао је на бечкој академији Терезијанум.
Крихубер је имао само 13 година када је отишао на часове уметности у Царску академију у Бечу. Као мајстор цртања, године 1818. пратио је кнеза Сангушка у Пољску. 1821. се вратио у Беч. Да би себи зарадио новац за курс на академији и за трошкове живота, постао је један од највреднијих литографских радника издавачке куће Трентсенски. 1826. појављују се његови први портрети у новој техници штампе литографије. У наредних неколико деценија, Крихубер постаје најтраженији и најбоље плаћени портретиста бечког бидермајера.
Године 1860. био је први аустријски уметник одликован Орденом Франца Јозефа. Са напретком фотографије, међутим, зараде сликара и литографа су пале; Крихуберове последње године биле су у сенци сиромаштва. Умро је 30. маја 1876. године у Бечу. Његово последње почивалиште, налази се у Средишњем бечком гробљу.
Значајне збирке његових дела налазе се у бечком музеју Албертина, и у збирци портрета Аустријске националне библиотеке. Од 1889. године једна улица у Петом бечком округу Маргаретену носи име Крихубер гасе.

## Галерија
- Патријарх српски Јосиф (1785-1861), портрет из 1839. године
- Светозар Милетић (1826-1901), портрет из 1867. године.
- Самуило Маширевић (1804-1870), литографија из 1853. године
- Вук Караџић, портрет из 1865. године.
- Епископ вршачки Стефан, портрет из 1843. године.
- Аугуст Сикард фон Сикардсбург (рад од пре 1868. године)
- Марија Крихубер (1805-1889), ауторова супруга (рад из 1833. године)
- Цар Фердинанд Први од Аустрије (1793-1875), литографија из 1840. године
- Франц Шуберт, портрет из 1846. године.
- Гроф Радецки (1766-1858), портрет из 1849. године